# 신운호
신운호(申云浩, 1941년 1월 17일~2020년 3월 23일)는 조선민주주의인민공화국의 작가이다.

## 생애
일제강점기 조선 황해남도 봉천군의 농민가정에서 태어난 1964년에 평양문학대학 특설반을 졸업하고 조선인민군협주단과 조선2 · 8예술영화촬영소, 조선영화문학창작사의 작가 및 조선인민군협주단 창작부 부장, 공훈국가합창단 창작과 고문으로 활동했다.
영화문학, 시 등 다양한 작품들을 남겼으며, 《김정일장군의 노래》, 《사회주의 지키세》 등과 가드은 노래에 작사를 맡았다. 1990년에는 김일성상을 수상했다.